# Angelo Donato
Angelo Donato (Chiaravalle Centrale, 12 aprile 1934 – Roma, 5 aprile 2024) è stato un politico italiano.

## Biografia
Fu sindaco di Catanzaro dal 1985 al 1987, più volte consigliere e assessore regionale in Calabria e senatore della Repubblica per due legislature dal 1987 al 1994. Fu anche consigliere comunale negli anni '60 e sindaco a Chiaravalle Centrale dal 1965 al 1970.